# Bangladesh Police FC
Der Bangladesh Police Football Club ist ein professioneller Fußballverein aus Dhaka, Bangladesch. Aktuell spielt der Verein in der höchsten Liga des Landes, der Bangladesh Premier League.

## Stadion
Der Verein trägt seine Heimspiele im Muktijuddho Sriti Stadium in Rajshahi aus. Das Stadion hat ein Fassungsvermögen von 15.000 Personen

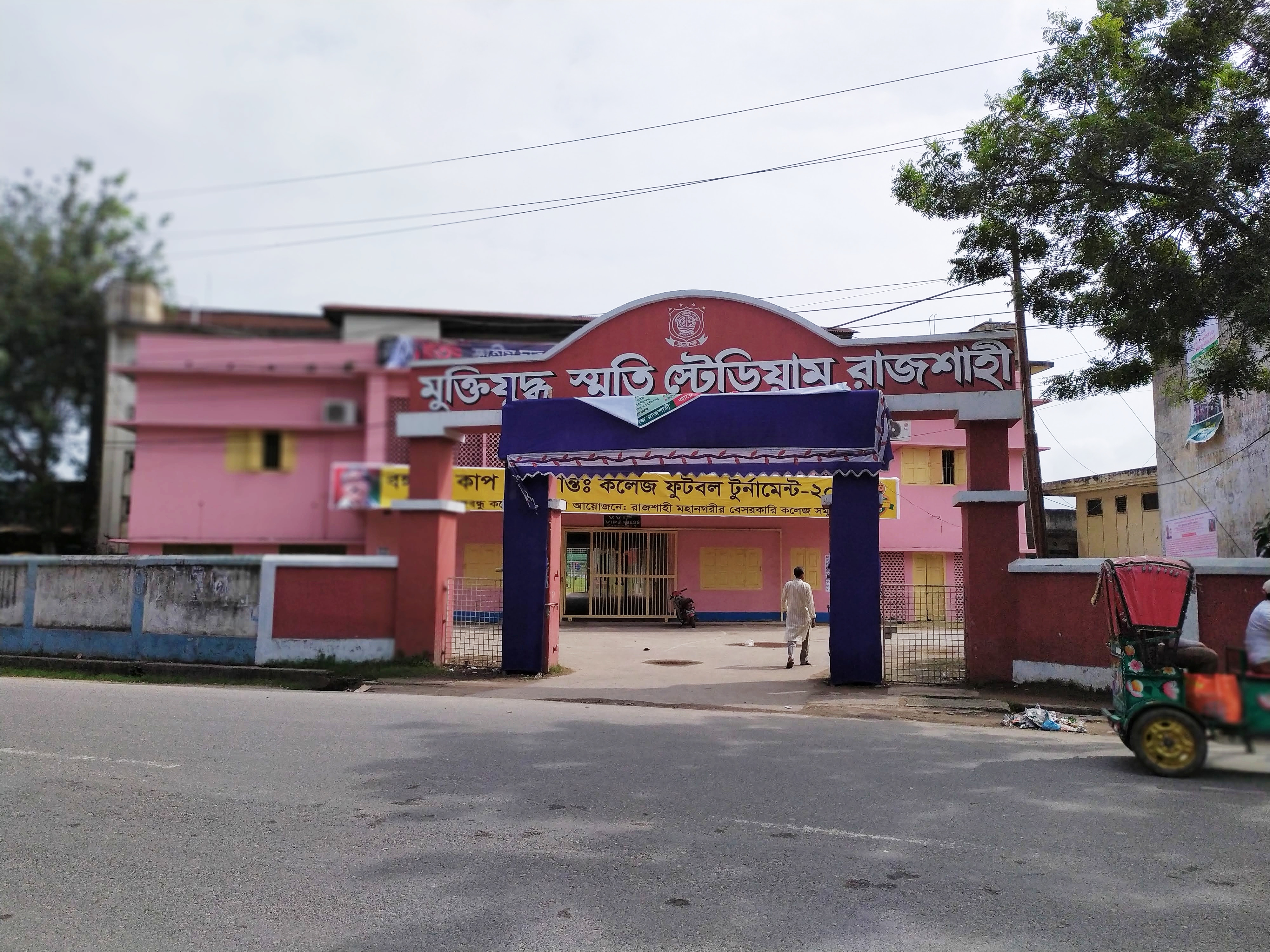
Muktijuddho Sriti Stadium

## Erfolge
- Bangladesh Championship League: 2018/19
- Second Division Football League: 2013/14

## Trainerchronik
Stand: Oktober 2024
| Trainer              | Nation         | von               | bis                |
| -------------------- | -------------- | ----------------- | ------------------ |
| Shamsuzzaman Yusuf   | Bangladesch    | 1. Juli 2018      | 30. Juni 2019      |
| Nikola Vitorovic     | Serbien Zypern | 1. September 2019 | 28. September 2020 |
| Pakir Ali            | Sri Lanka      | 1. November 2020  | 30. September 2021 |
| Aristica Cioaba      | Rumänien       | 17. Oktober 2021  | 30. Juni 2024      |
| Mahbubul Haque Jewel | Bangladesch    | 1. September 2024 |                    |
| Frank Bernhardt      | Deutschland    | 15. Februar 2025  |                    |